# 藤沢市藤澤浮世絵館
藤沢市藤澤浮世絵館（ふじさわしふじさわうきよえかん）は、神奈川県藤沢市にある、浮世絵および郷土資料を展示する美術館・博物館である。

## 概要
藤沢市が収集してきた浮世絵等の資料展示を目的として、2016年7月16日に開館した。コレクションの母体となった経済学者・呉文炳の収集方針から、江ノ島に関する作品が多い。
開館から1年間の入館者数は、当初予想の約2倍となる4万人であった。浮世絵は額縁展示されて至近距離で鑑賞可能で、体験型の展示もおこなわれている。